# Мовіле (печера)
Мовіле (рум. Peștera Movile) — печера, яка знаходиться в повіті Констанца, Румунія. Відкрита Крістіаном Ласку в 1986 році
, за декілька кілометрів від узбережжя Чорного моря. Печера відома за свою унікальну екосистему ґрунтових вод, яка збагачена сірководнем і вуглекислим газом, але з дуже малою кількістю кисню. Життя в печері розвивалось окремо від зовнішнього світу впродовж 5,5 мільйонів років, і використовує хемосинтез на відміну від фотосинтезу.
Повітря в печері дуже відрізняється від зовнішньої атмосфери. Рівень кисню в три рази менший ніж на відкритому повітрі (7–10 % O2 в атмосфері печери, порівняно до 21 % O2 в повітрі), і приблизно в сто разів більше вуглекислого газу (2–3,5 % CO2 в атмосфері печери, і 0.03 % CO2 в повітрі). Також присутньо 1-2 % метану (CH4). І повітря, і вода печери містять високу концентрацію сірководню (H2S) і аміаку (NH3).
Сорок вісім видів тварин (серед них п'явки, павуки, скорпіони і комахи) були знайдені в печері, з яких 33 є ендемічними. Ланцюг живлення базується на хемосинтезі у формі метано- і сірко-окислюючих бактерій, які в свою чергу виділяють поживні речовини для грибів та інших бактерій. Це утворює бактеріальні мати на стінах печери і поверхні озер, на яких пасуться деякі з тварин, які в свою чергу стають здобиччю для хижих видів.
Схожі екосистеми були відкриті раніше біля глибоководних гідротермальних джерел, а також в апотичних частинах вапнякових печер, але мешканці цих систем частково живляться органічними матеріалами занесеними з поверхні, роблячи їх залежними від фотосинтезу. Тварини й бактерії печери Мовіле також є певною мірою залежними від фотосинтезу, тому що хемосинтез потребує кисню, створеного завдяки фотосинтезу.